# Augusto Pais da Graça de Almeida e Silva
Augusto António de Paula da Nazaré Baptista Nolasco Pais da Graça de Almeida e Silva (Vagos, 31 de Janeiro 1902 — Lisboa, 2 de Abril de 1976) foi magistrado e governador civil do Distrito da Horta.

## Biografia
De origem aristocrática (da família dos condes da Bahía e condes de Oliveira dos Arcos, irmão do 3º conde da Bahía), era formado em Direito pela Universidade de Coimbra, tendo concluído o curso muito jovem e com boa classificação. 
Augusto António de Paula da Nazaré Baptista Nolasco Pais da Graça de Almeida e Silva nasceu a 31 de Janeiro de 1902, em Vagos, filho de D. João Francisco de Paula das Cinco Chagas Pedro Baptista Nazaré de Almeida e Silva e de Augusta Pais de Queirós Brandão da Graça. 
Durante o seu percurso universitário revelou-se um desportista de mérito, estando ligado à história da então recém-formada Associação Académica de Coimbra (fundada em 28 de Outubro de 1922) por ter marcado o primeiro tento de sempre num encontro oficial da respectiva equipa de futebol, a futura Briosa, em jogo disputado contra uma selecção de Braga a 23 de Março de 1923 (a Académica ganhou por 2 a 1).
Foi ainda capitão da mesma Académica no ano (1923?) em que a equipa foi à final de um torneio nacional contra o Sporting Clube de Portugal, sendo capitão da equipa adversária o internacional Jorge Vieira. 
No I Torneio de Atletismo organizado pelo jornal A Voz Desportiva, em 1923, Almeida e Silva , então finalista, ganhou o primeiro lugar na corrida dos 100 m com 11 s e 7/10, venceu a estafeta 3 x 100 m e ainda conquistou o 2.º lugar no arremesso do disco com a marca de 26,74 m.
Enveredou pela magistratura, tendo em 1931, aos 29 anos, sido nomeado governador civil do Distrito da Horta, nos Açores, cargo que exerceu até 1933.
Durante o seu mandato na Horta protagonizou um incidente onde demonstrou galhardia e coragem ao ter ido a bordo do cruzador de batalha britânico HMS Hood, que se tinha abrigado de um temporal junta à ilha do Faial, apresentar cumprimentos quando, invocando o estado do mar, o almirante que o comandava não veio a terra conforme determina o protocolo naval. Arriscando a vida face ao mar tempestuoso, embarcou num bote baleeiro e, acompanhado pelo comandante da polícia, o capitão João Costa, foi a bordo do couraçado, deixando a guarnição espantada com a audácia.
Exonerado do lugar, a seu pedido, voltou para a promotoria pública, prosseguindo carreira na magistratura. Regressou aos Açores, em 1936, como comissário do Governo junto da Caixa Económica Montepio Terceirense que se encontrava em dificuldades financeiras.